# 1000-річний тис на Ай-Петрі
1000-річний тис на Ай-Петрі. Росте на вершині Ай-Петрі, в Ялтинському гірсько-лісовому заповіднику, Крим, біля туристичної стежки зліва в 200 м від торгового комплексу. Обхват стовбура 2,60 м, висота 10 м, вік 1000 років. Через постійне рекреаційне навантаження дерево перебуває у поганому стані — землю біля коренів утоптано, туристи здерли з дерева майже всю кору і гілки зі стовбура. У дерева є інформаційні таблички. Тис необхідно заповісти, поставити охоронний знак і огорожу, що повністю виключала б доступ людей до дерева.